# Max Jakob Friedländer

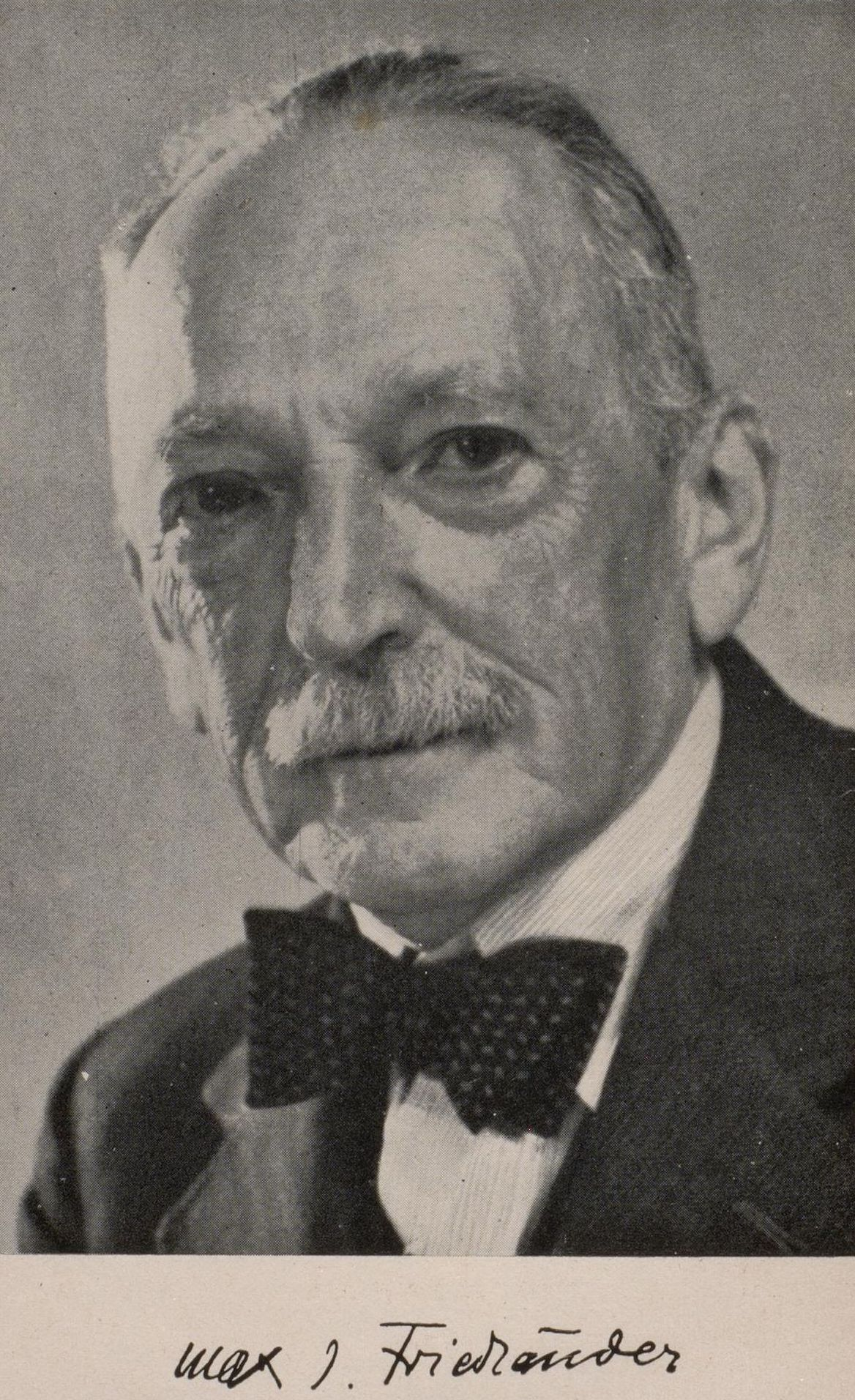
Max J. Friedlander, 1942

Max Jakob Friedländer (Berlijn, 5 juli 1867 – Amsterdam, 11 oktober 1958) was een Duits/Nederlands kunsthistoricus, museumdirecteur en connoisseur.

## Biografie
Friedländer werd geboren in een Berlijnse Joodse familie van bankiers en juweliers. Hij koos voor een opleiding in de kunstgeschiedenis, ondanks de beperkte carrièremogelijkheden in die sector in de Pruisische staatsdienst. Hij zei van zichzelf dat hij vanaf zijn kinderjaren beïnvloed werd door de nabijheid van de Berlijnse musea.
Hij studeerde in München, Florence en Leipzig en promoveerde in 1891 met een scriptie over Albrecht Altdorfer. Hij werkte een jaar bij Friedrich Lippmann aan het Kupferstichkabinett, waar hij waarschijnlijk Wilhelm von Bode leerde kennen. Het werk beviel hem blijkbaar zodat hij nog een tweede jaar aan zijn stage toevoegde voor hij in 1894 benoemd werd tot assistent van Ludwig Scheiblers in het Wallraf-Richartz-Museum in Keulen.
In 1896 keerde hij terug naar Berlijn en kreeg hij een aanstelling in de Gemäldegalerie. In 1924 werd hij benoemd tot directeur (Erster Director) en tussen 1908 en 1930 was hij ook directeur van het Kupferstichkabinett. In 1933 werd hij omwille van zijn Joodse afkomst met pensioen gestuurd. Hij blijft werken als onafhankelijk expert voor kunsthandelaars.
Onder de druk van de toenemende Jodenvervolging emigreerde hij naar Nederland. Op 2 december 1938 krijgt Friedländer toestemming Duitsland te verlaten en vestigt zich in Den Haag, waar hij tot 1943 blijft wonen. In 1943 verhuist hij naar Amsterdam.
Tijdens de bezetting van Nederland door de Duitsers was hij als gevluchte Jood eigenlijk ook niet veilig, maar als kenner van de Vlaamse schilderkunst uit de 15e en 16e eeuw was hij vrij populair bij de Nazi's, vooral bij Hermann Göring die deze kunst zeer apprecieerde. Hij werd dan ook door Göring beschermd en door de Duitsers met rust gelaten.
In 1954 naturaliseert Friedländer tot Nederlander.
Op 5 juni 1957 wordt zijn 90e verjaardag uitgebreid gevierd in het Rijksmuseum Amsterdam.

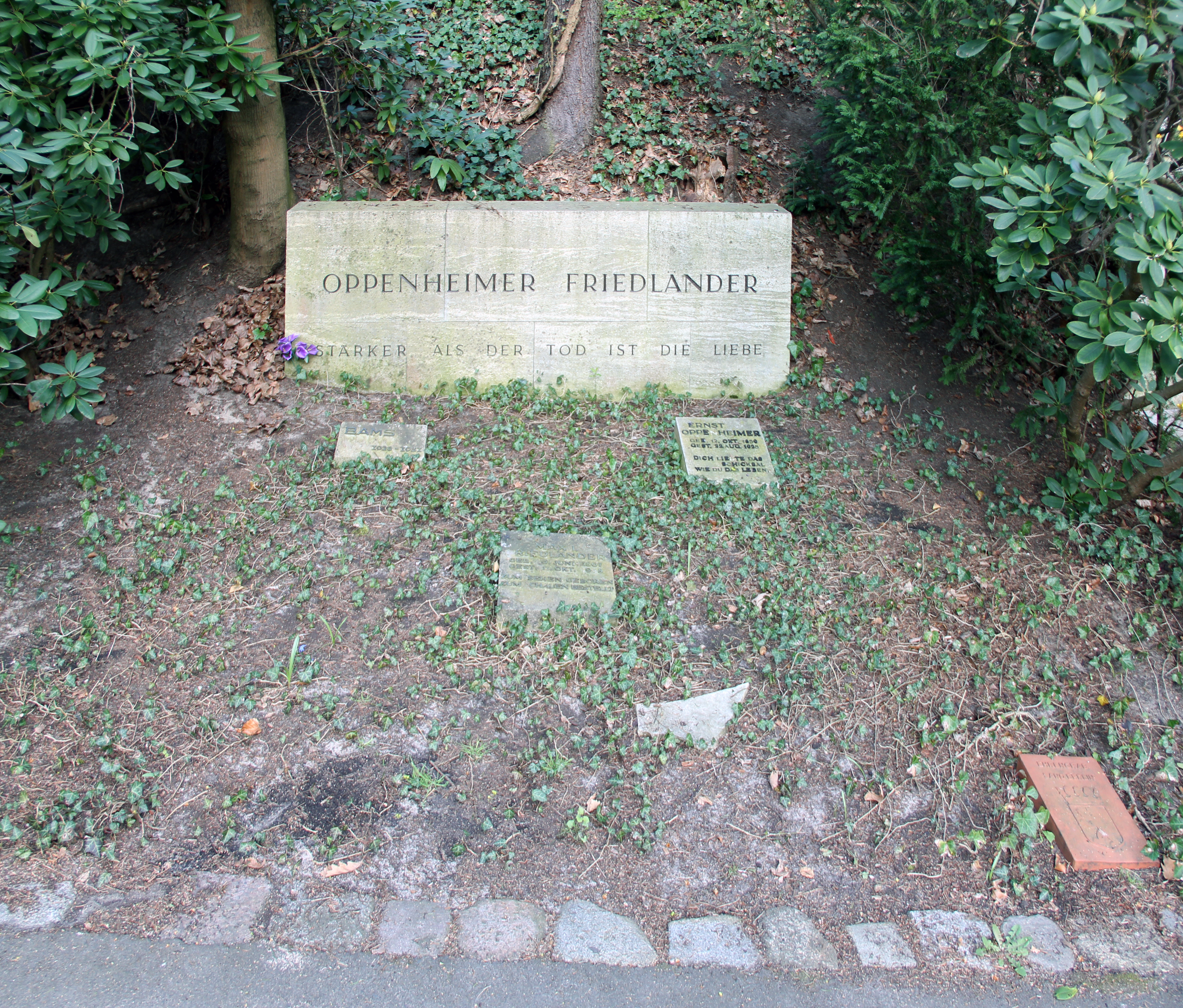
Eregraf, Trakehner Allee 1, in Berlin-Westend

## Onderscheidingen
Aan Friedländer werden de volgende onderscheidingen toegekend<:
- 1948. Op 20 september benoemt de faculteit der letteren van Universiteit Utrecht Friedländer tot eredoctor in de Kunstgeschiedenis en de Filosofie
- 1953. Op 31 januari krijgt Friedländer van de West-Duitse Regering het "Groot Kruis van Verdienste met Ster" van de Orde van Verdienste van de Bondsrepubliek Duitsland.
- 1957. De Vrije Universiteit Berlijn kent Friedländer een eredoctoraat toe in de Kunstgeschiedenis. Bovendien ontvangt hij het ere lidmaatschap van de Deutsche Kunsthistoriker-Vereinigung
- 1957. In september benoemt de Belgische regering Friedländer tot Commandeur in de Orde van Leopold II

## Publicaties
Friedländer heeft meer dan 800 publicaties op zijn naam staan. Onderstaand een selectie:
- Meisterwerke der niederländischen Malerei des 15. und 16. Jahrhunderts (1903)
- Die Antwerpener Manieristen von 1520, In: Jahrbuch der königlich preußischen Kunstsammlungen 36 (1915), S. 65–91.
- Von Jan van Eyck bis Bruegel (1916)
- Der Kunstkenner, Verlag Bruno Cassirer, Berlin 1919.
- Albrecht Dürer. Insel Verlag, Berlin 1921
- Die niederländischen Manieristen. E.A. Seemann, Leipzig 1921 (Bibliothek der Kunstgeschichte 3)
- Die altniederländische Malerei, 14 Bände, 1924–1937. Berlijn : Paul Cassirer, Bände I-XI und Leiden : Sijthoff, Bände XII-XIV
- Echt und unecht: Aus den Erfahrungen des Kunstkenners. Bruno Cassirer, Berlin 1929
- Von den Grenzen der Kunstwissenschaft. A.A. M. Stols, Den Haag 1942. Illegale uitgave als privédruk in Nederland.
- On art and connoisseurship. Engelse vertaling door Tancred Borenius. Cassirer, London 1942. Duitse uitgave bij Oprecht 1946
- Von Kunst und Kennerschaft. Oprecht, Zürich 1946
- Essays über die Landschaftsmalerei und andere Bildgattungen. Stols, Den Haag 1947

- Bibsys: 90157521
- Biblioteca Nacional de España: XX1274974
- Bibliothèque nationale de France: cb120075146 (data)
- Biografisch Portaal: 53354264
- Gemeinsame Normdatei: 118693441
- International Standard Name Identifier: 0000 0001 1027 2593
- Library of Congress Control Number: n82143205
- Nationale Bibliotheek van Letland: 000269653
- Bibliotheek van het Japanse parlement: 00440201
- Nationale Bibliotheek van Tsjechië: ola2006357414
- Nationale bibliotheek van Australië: 36302426
- Nationale Bibliotheek van Israël: 987007261461405171
- Nationale Bibliotheek van Polen: a0000002239816
- Nederlandse Thesaurus van Auteursnamen: 070485194
- Réseau des bibliothèques de Suisse occidentale: 02-A003264728
- RKD-Nederlands Instituut voor Kunstgeschiedenis: 29492
- Istituto Centrale per il Catalogo Unico: PALV016338
- LIBRIS: 187504
- SNAC: w6xw58gn
- Système universitaire de documentation: 028189663
- Trove: 1243885
- Union List of Artist Names: 500064435
- Virtual International Authority File: 56620139
- WorldCat: E39PBJkdqBqfRBVKw9vr9t7bVC